# Stockholm-Bromma
Letiště Stockholm-Bromma (ve švédštině Stockholm-Bromma flygplats, původní historický název Bromma flygfält, kód IATA: BMA, kód ICAO: ESSB) bylo od roku 1936 do začátku 60. let 20. století hlavní stockholmské letiště. I když se poté větší část letecké přepravy přesunula na nově vybudované letiště Stockholm-Arlanda, je Stockholm-Bromma podle statistik z let 2013 až 2019 třetím největším letištěm ve Švédsku podle počtu cestujících (právě po Stockholm-Arlanda a letišti Göteborg Landvetter), především pro svou blízkost do centra Stockholmu (jen asi 8 kilometrů).

## Historie a budoucnost letiště

### Poloha, výstavba a počátky
Na počátku 30. let 20. století se potřeba výstavby pořádného letiště pro Stockholm, hlavní město Švédska, stávala stále naléhavější. Jako místo pro nové letiště byla vybrána lokalita ve čtvrti Bromma, při severozápadním okraji Stockholmu, ale přitom jen asi 8 kilometrů od centra. Současně nedaleko od měst Sundbyberg a Solna (tato dvě města jsou se Stockholmem propojena ekonomicky, dopravně i urbanizací, ale nejsou součástí Stockholmu a zachovaly si status samostatné územně-správní jednotky). Nová městská zástavba Sundbybergu dosahuje skoro až k severovýchodní straně letiště, Solna je vzdušnou čarou vzdálena jen asi 2 kilometry východním směrem.
Bromma je původně také samostatná osada a farnost, ale součástí hlavního města se stala již v roce 1916. Tato část čtvrti však v době zahájení výstavby měla vysloveně venkovský charakter, rozkládaly se zde převážně pozemky několika farem a pouze pár budov, navíc často zchátralých. Když však v roce 1933 začala výstavba letiště, ukázala se potřeba provést rozsáhlé záchranné archeologické výzkumy. Na osmi pohřebištích bylo nalezeno nejméně 243 hrobů. Nejstarší hrob byl datován do doby mezi druhou polovinou 5. století a začátkem 6. století.
Letiště bylo vůbec prvním v celé Evropě, které od počátku mělo zpevněnou vzletovou a přistávací dráhu. Letiště Bromma bylo slavnostně otevřeno 23. května 1936 králem Gustavem V. Projevy přednesli také starostové Yngve Larsson a Wictor Karlsson, dále předseda správní rady Johan-Olov Johansson. Na novém letišti přistálo několik švédských i zahraničních letadel a princ Bertil se stal prvním cestujícím. Krátce nato následoval přelet vojenských letadel a akrobatické ukázky.
Během druhé světové války odsud létala švédská a britská letadla do Velké Británie. Protože Švédsko zůstalo během druhé světové války neutrální a tyto lety někdy přepravovaly také norské a dánské uprchlíky z okupovaných území, začali se o letiště zajímat němečtí špiony a dva švédské stroje Douglas DC-3 (Dakota), které odsud vzlétly, byly Němci sestřeleny. Po válce obecně nastal velký rozmach letecké dopravy, a tak i letiště Bromma vzkvétalo. Jako mateřské letiště ho využívala státem vlastněná společnost Aktiebolaget Aerotransport (ABA), která se posléze transformovala jako švédská součást nově vzniklé společnosti Scandinavian Airlines System (SAS): společný letecký dopravce Dánska, Norska a Švédska. Dále společnost Linjeflyg, která se stala největší švédskou leteckou společností zaměřující se na vnitrostátní lety. Nicméně už v polovině 50. let bylo zřejmé, že letiště Stockholm-Bromma již nevyhovuje pro stále větší dopravní letadla, což bylo ještě zesíleno nástupem proudových dopravních letounů.

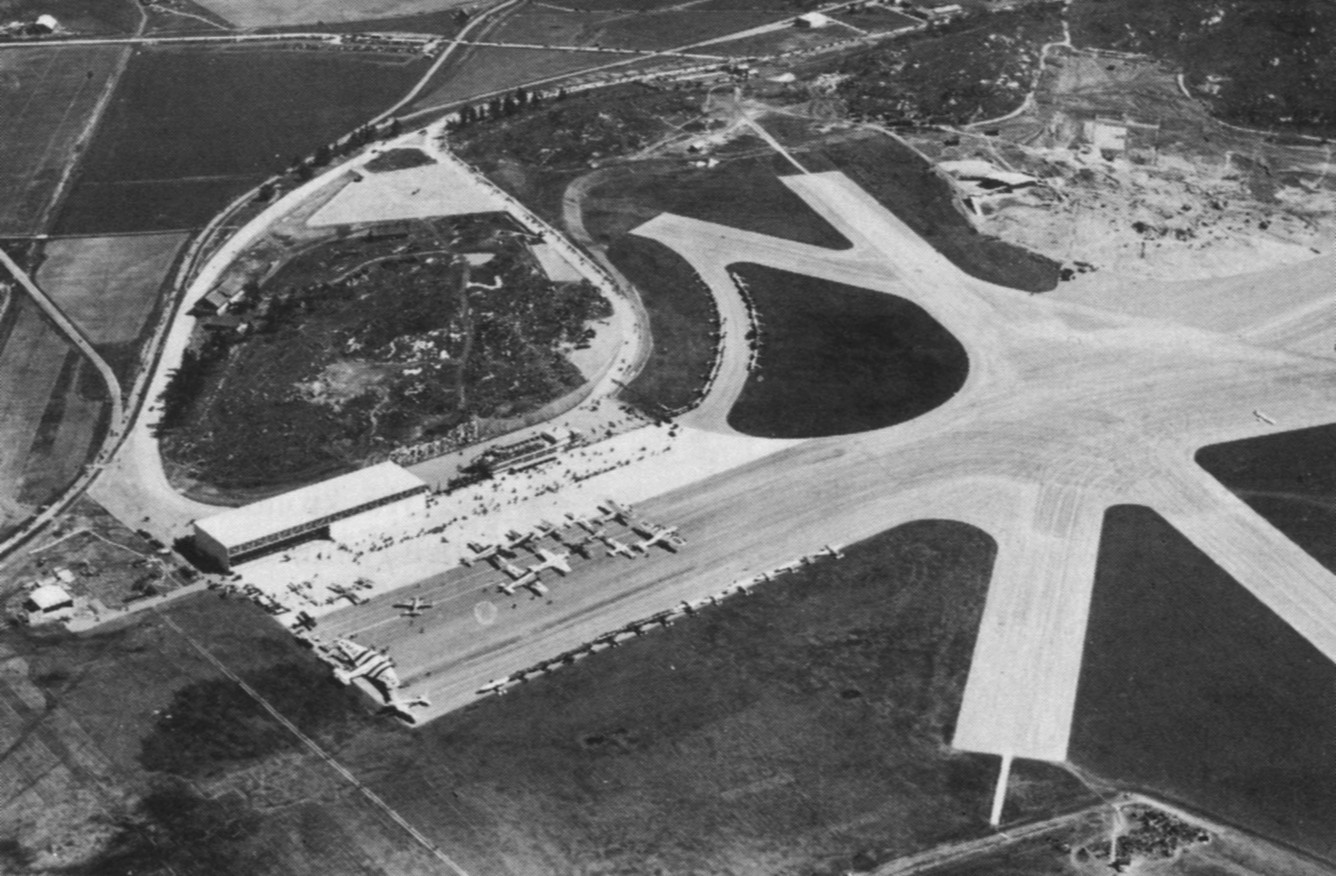
Letiště v roce 1936
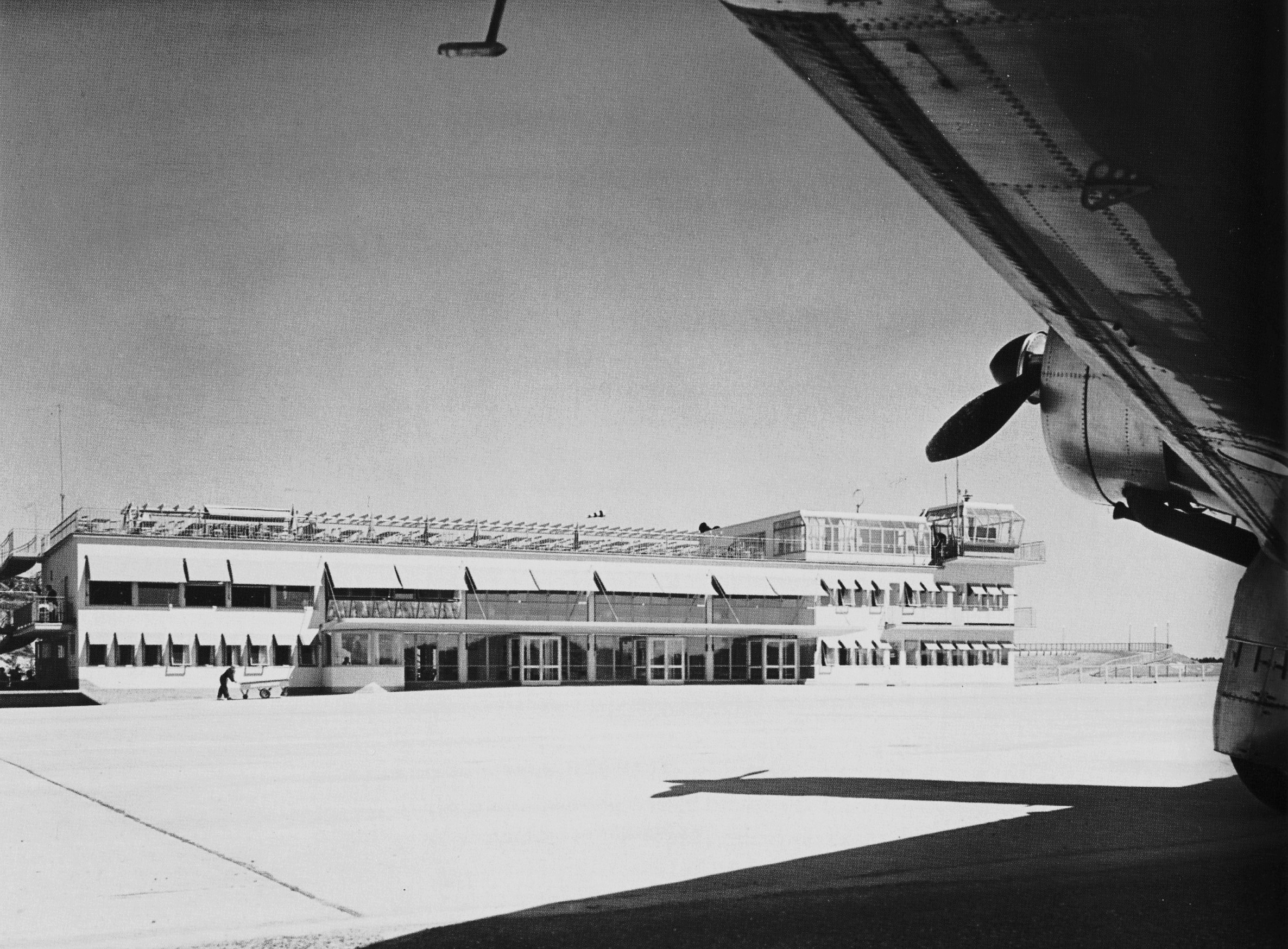
Letištní budova ve 40. letech
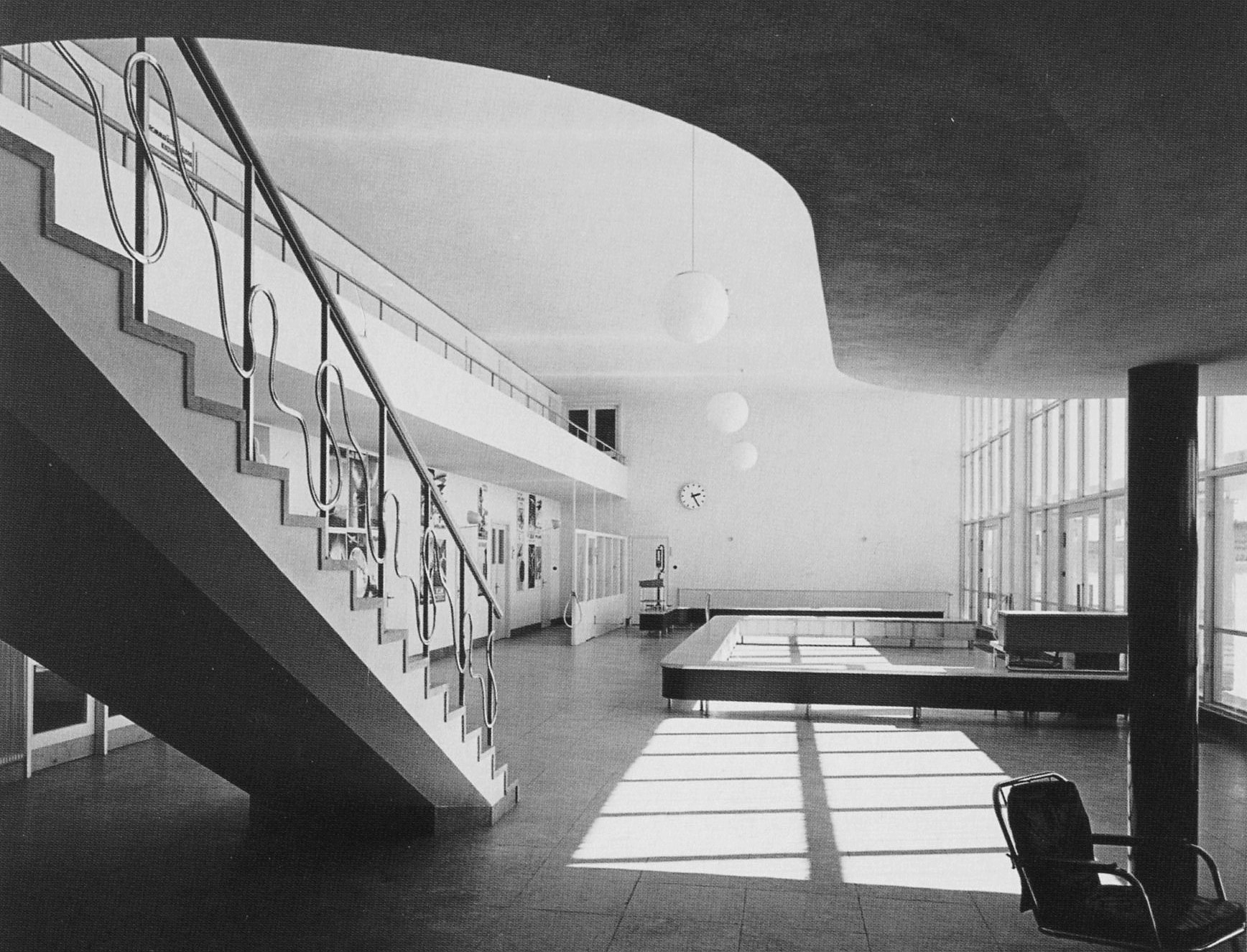
Interiér ve 40. letech

### Úpadek a nový rozvoj
Jelikož letiště Stockholm-Bromma neumožňovalo podstatněji prodloužit stávající vzletovou a přistávací dráhu a problémem byla i hluková zátěž pro okolní bytovou zástavbu (která se mezitím velmi rozrostla), bylo rozhodnuto o výstavbě zcela nového a mnohem většího letiště Stockholm-Arlanda. To se nachází více než 40 kilometrů severně od Stockholmu, zhruba v polovině cesty mezi Stockholmem a městem Uppsala. Nové letiště bylo oficiálně otevřeno v roce 1962, ale pro mezikontinentální lety bylo používáno už od roku 1960, protože krátká dráha na letišti Stockholm-Bromma (1668 metrů) byla pro tato největší dopravní letadla již zcela nevhodná. V roce 1983 byly na letiště Stockholm-Arlanda přesunuty i všechny zbývající vnitrostátní lety a zdálo se, že je to prakticky definitivní konec letiště Stockholm-Bromma.
Samospráva Stockholmu dokonce chtěla ukončit smlouvu se švédským úřadem pro civilní letectví ohledně provozu letiště Bromma. K tomu sice nakonec nedošlo, ale letiště bylo řadu let používáno jen pro malá, převážně soukromá letadla, dále pro několik leteckých škol a příležitostně také pro některá menší letadla švédské vládní letky. Celkový počet přepravených cestujících tak byl velmi nízký. Několik starých hangárů bylo dokonce z letiště vyčleněno a přeměněno na outletová nákupní centra. Teprve po deregulaci letecká dopravy v 90. letech a následně poté, co si letecká společnost Malmö Aviation (nyní po fúzích BRA: Braathens Regional Aviation) si vybrala letiště pro své linky do Malmö a Göteborgu, později i pro mezinárodní lety na London City Airport, došlo k určitě obnově letiště. V roce 2002 byla postavena nová řídící věž a v roce 2005 byla dokončena renovace a rozšíření řadu let chátrajícího terminálu, která mimo jiné umožnila oddělit pasažéry ze Schengenského prostoru od pasažérů z jiných zemí. Počet přepravených cestujících začal opět významně vzrůstat, až se letiště v roce 2013 dostalo na 3. místo ve Švédsku. Na této pozici setrvalo do roku 2019, v roce 2020 došlo v důsledku pandemie k obrovskému propadu počtu cestujících (viz Tabulka 2).

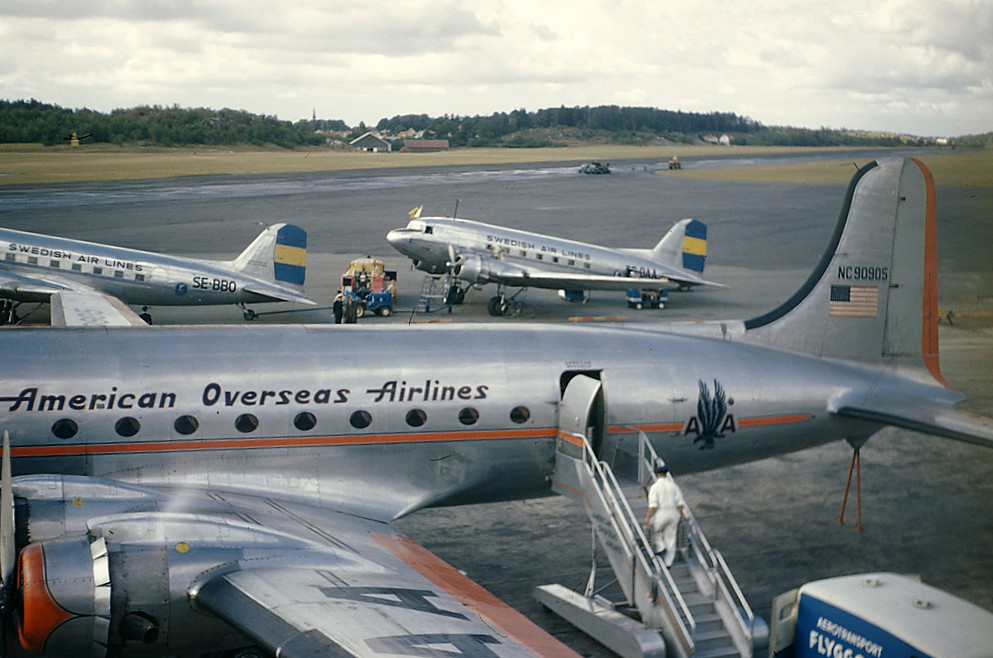
Americké letadlo a dvě letadla švédských AB Aerotransport (1947)
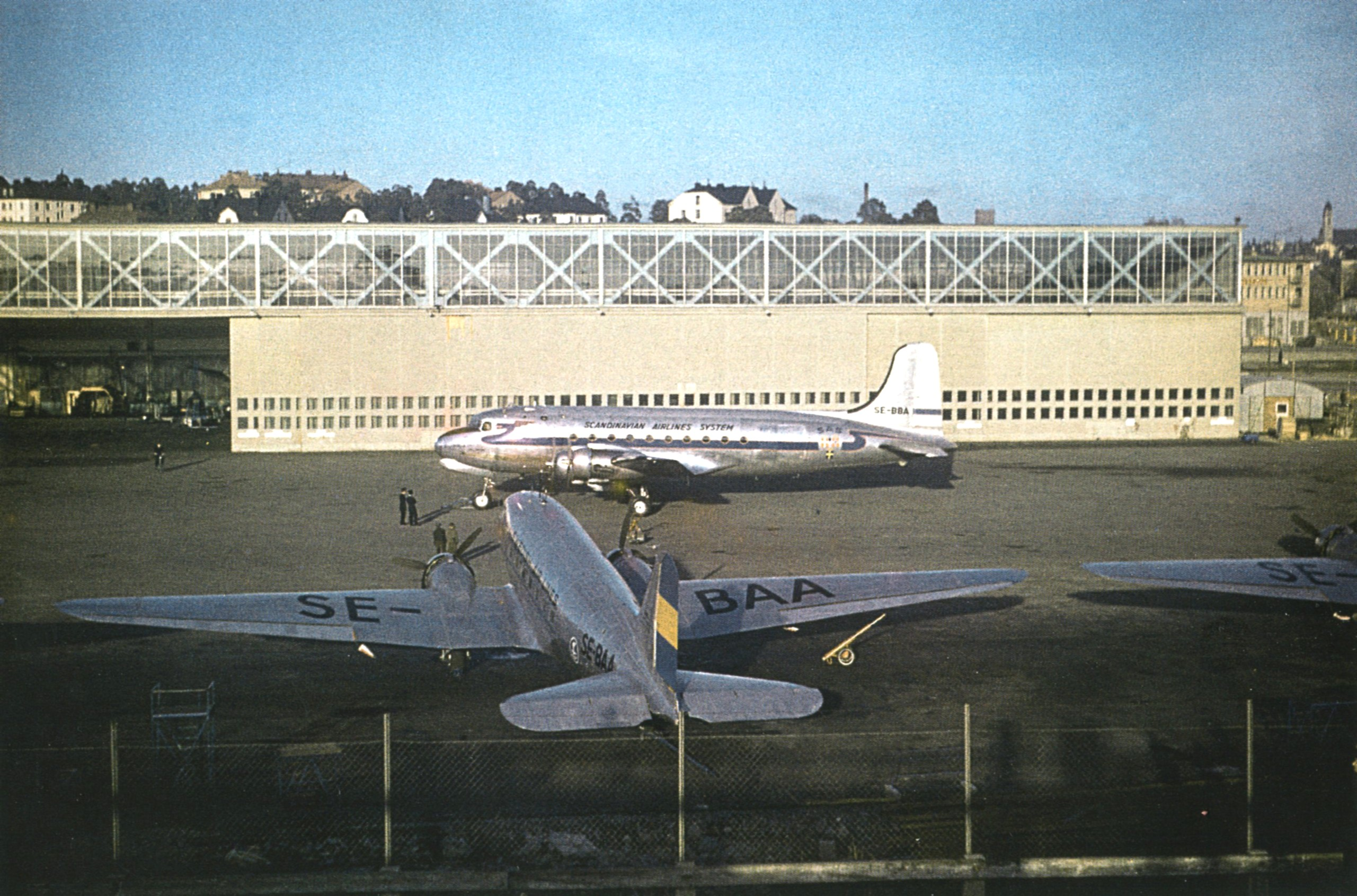
Hangár 1: DC-4 (společnosti SAS) a DC-3 (40. léta)
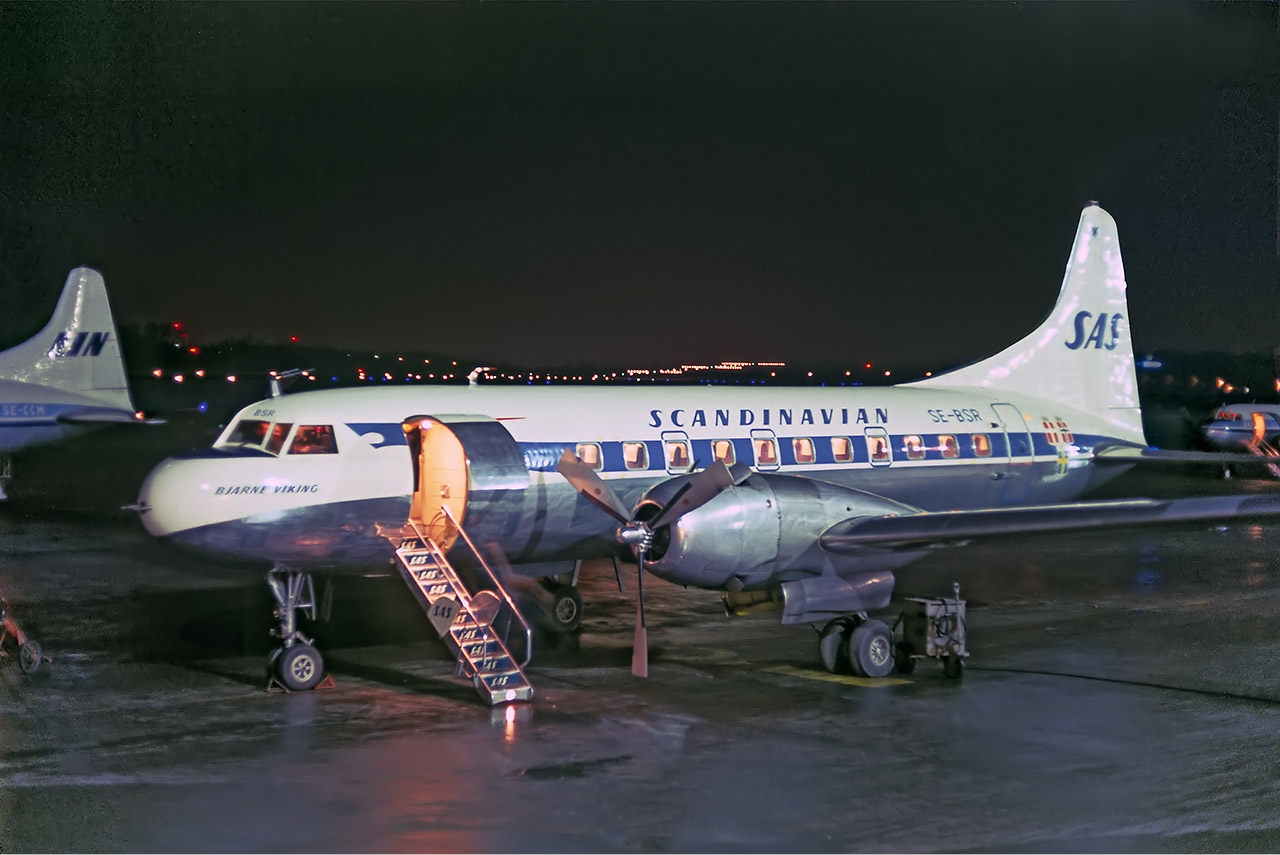
SAS: Convair 440 (1967)
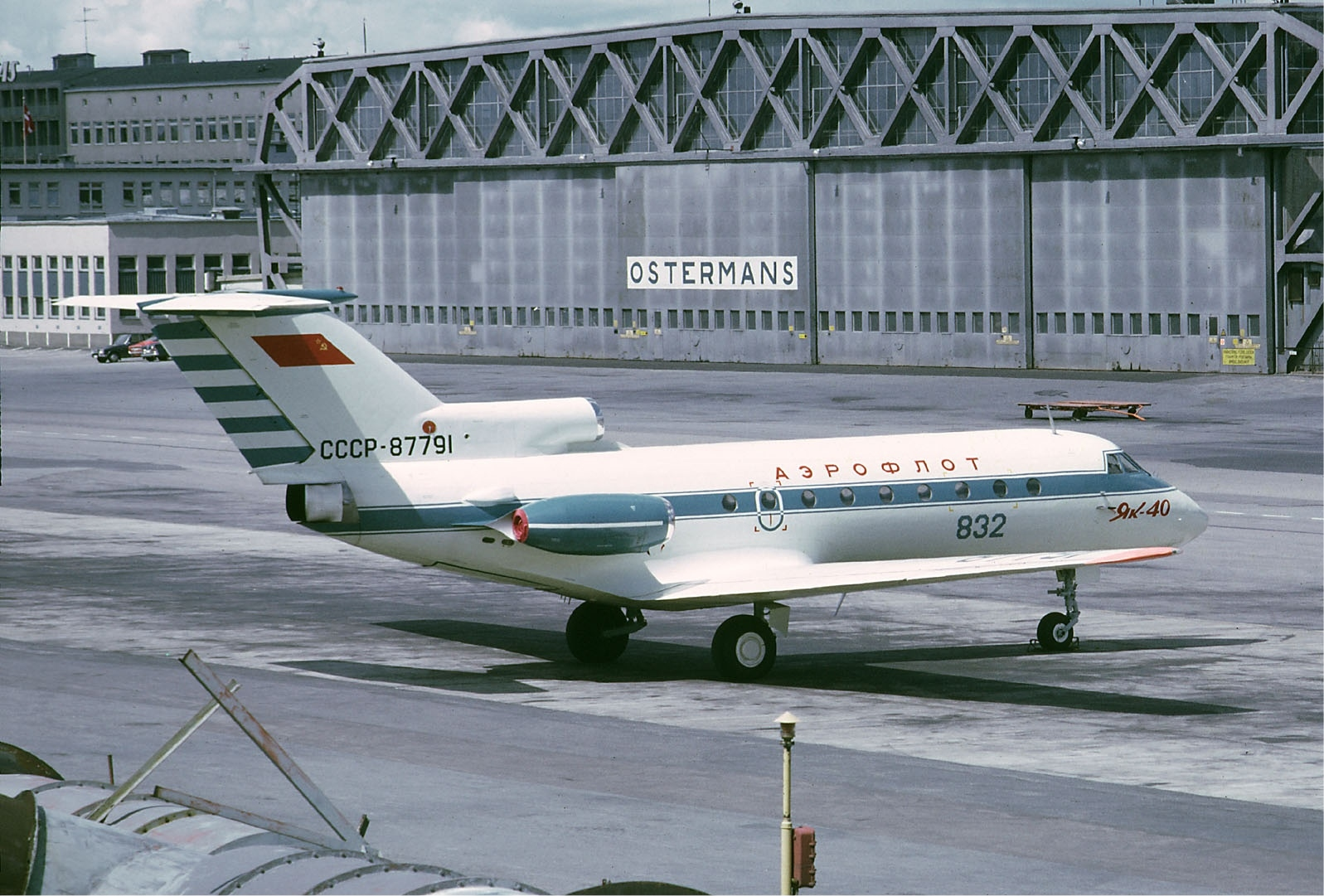
Jakovlev Jak-40 (Aeroflot) před hangárem 1 (rok 1971)

### Nejistá budoucnost letiště
Existuje smlouva mezi Stockholmem a společností Swedavia AB (státem vlastněná společnost, která provozuje deset švédských letišť s největším provozem), která dovoluje využití letiště až do roku 2038. Přesto dlouhodobá budoucnost letiště byla nejistá již před rokem 2020, tedy před obrovským propadem počtu letů na všech letištích v důsledku pandemie covidu-19. Bez ohledu na tuto krizovou situaci, další případná modernizace letiště je limitována nedostatkem místa, hlukovou zátěží pro okolí a též památkovou ochranou některých letištních budov.
Navíc po dokončení třetí ranveje na letišti Stockholm-Arlanda (přičemž na první a třetí ranveji mohou letadla přistávat současně), má toto letiště dostatečnou kapacitu na mnoho let dopředu. Délka třetí ranveje je 3315 metrů, což umožňuje vzlety a přistání i těch největších letadel jako je Airbus A380 (zbylé dvě dráhy mají délku 2500 metrů). Naproti tomu délka jediné ranveje na letišti Stockholm-Bromma je poloviční, pouhých 1668 metrů, což dostačuje jen pro letadla střední velikosti. A tak stejně jako u jiných letišť přímo na území velkých měst, se zde střetávají zájmy zastánců a odpůrců letiště, včetně úvah přeměnit celou plochu letiště na obytnou anebo komerční zónu.
Když bylo letiště v roce 1936 otevřeno, okolí bylo jen řídce osídleno. Za desítky let se hustá obytná zástavba Stockholmu (ale též Sundbybergu a Solny) rozrostla ze všech směrů až do blízkosti letitě. Pro omezení dopadu hluku na obyvatele bylo nutné omezit starty a přistání v určitých časech, pečlivě navrhnout letové trasy v blízkosti letiště a v řadě případů bylo též nutné dodatečně zvukově izolovat domy a byty.
V reakci na celkový stav letecké dopravy, společnost Swedavia v září 2020 oznámila, že předloží švédskému Ministerstvu průmyslu a inovací požadované posouzení dopadů možného předčasného uzavření letiště Stockholm-Bromma. Dále uvedla, že vzhledem k nové situaci na trhu je možná konsolidace veškerého letového provozu ve stockholmské oblasti jen na letiště Stockholm-Arlanda. Konečné rozhodnutí však musí učit vláda.
Hlavní výhodou letiště Stockholm-Bromma oproti mnohem většímu letišti Stockholm-Arlanda zůstává jeho blízkost do centra Stockholmu (přibližně 8 km). Ale i tato výhoda byla značně oslabena zprovozněním rychlovlaku Arlanda Express v roce 1999. Ten při rychlosti až 210 km/h urazí více než čtyřicetikilometrovou vzdálenost z hlavního stockholmského nádraží (Stockholms centralstation) na letiště Arlanda za přibližně 20 minut, což je zcela srovnatelné s cestou na letiště Stockholm-Bromma. Samozřejmě ne všichni cestují na letiště vlakem, nebo odjíždějí z hlavního nádraží, takže výhoda polohy do určité míry zůstává, zejména pro obyvatele čtvrtí, které jsou v blízkosti letiště.

### Infrastruktura letiště

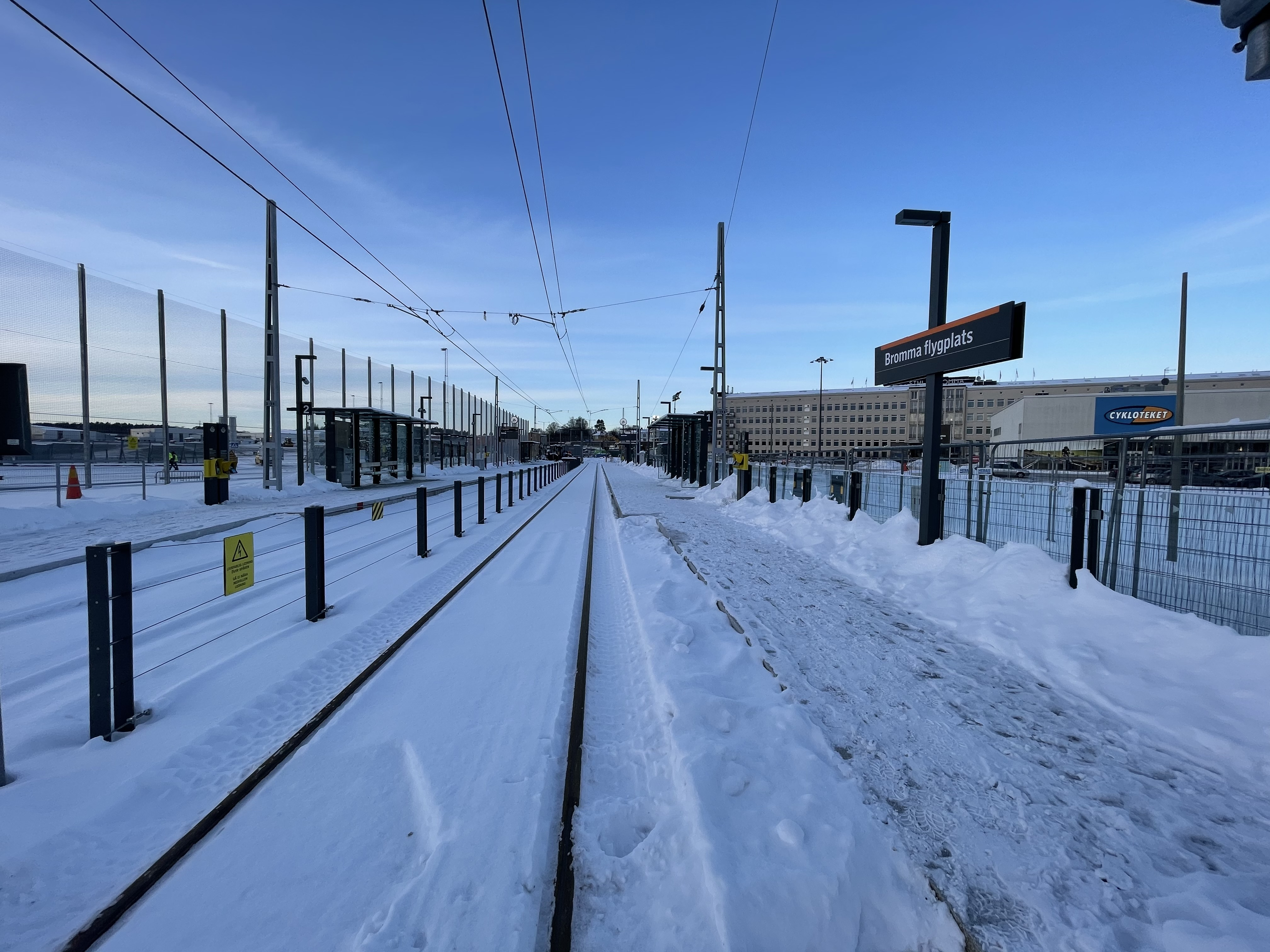
Nová zastávka přímo u letiště (otevřená 12/2020)

Letiště má jednu vzletovou a přistávací dráhu o délce jen 1668 metrů. Terminál letiště (který je zajímavým architektonickým dílem z 30. let 20. století) po rekonstrukci v roce 2005 umožňuje oddělit vnitrostátní a mezinárodní přepravu. Její podíl ještě před pandemií covidu-19 byl ovšem malý a mimo schengenský prostor řadu let není žádná pravidelná linka, jen lety soukromých letadel. Součástí letiště je také VIP salónek, který je příležitostně využíván členy královské rodiny a ministry švédské vlády (na letišti přistávají menší letadla vládní letky).
Mezi letištěm a hlavním stockholmským nádražím jezdí speciální přímý autobus (švédsky Flygbussarna, cca 20 minut), dále dvě linky zastávkových autobusů, které jsou součástí systému stockholmské městské dopravy (SL: Storstockholms Lokaltrafik). Od roku 2013 vedla okolo letiště trať tramvaje, resp. lehké železnice (švédsky Tvärbanan) přes stockholmskou čtvrt Alvik do samostatných měst Sundbyberg a Solna. V roce 2014 byla trať dále prodloužena ze stanice Solna business park až ke stanici metra Solna centrum (další možný přestup na metro je ve čtvrti Alvik). Zastávka ovšem byla od letiště poměrně vzdálena. Trať proto byla upravena a 13. prosince byla otevřena nová zastávka Bromma flygplats (viz obrázek), která je od příletové haly jen necelých 100 metrů (59°21′23″ s. š., 17°56′49″ v. d.). Stavba byla zahájena v roce 2019, jen shodou okolností k otevření zastávky došlo v době, kdy kvůli covidu-19 není na letišti skoro žádný provoz.
Na letišti jsou také parkoviště pro krátkodobé, střednědobé (160 míst) i dlouhodobé parkování (600 míst). Zapůjčení vozu na letišti nabízejí společnosti Avis, Europcar, Hertz, Mabi (čistě švédská společnost) a Sixt. Na letišti se nacházejí také dva letecké kluby (Stockholms Flygklubb, SAS Flygklubb) a letecká škola (LidAir).

### Letecké společnosti a destinace
V roce 2018 provozovali pravidelné a charterové lety na letišti Stockholm-Bromma následující letecké společnosti do uvedených destinací.
| Letecká společnost | Destinace |
| ------------------ | --- |
| AirGotland         | letiště Visby |
| Air Leap           | letiště Ängelholm Helsingborg, letiště Göteborg Landvetter, letiště Halmstad, letiště Malmö, letiště Ronneby, letiště Visby |
| Amapola Flyg       | letiště Ängelholm Helsingborg, letiště Malmö, letiště Visby                                                                 |
| Brussels Airlines  | letiště Brusel |
| Finnair            | letiště Helsinky-Vantaa |

## Statistiky letiště

### Počty cestujících
V letech 2011 a 2012 bylo letiště již na čtvrtém místě ve Švédsku podle počtu přepravených cestujících, od roku 2013 do roku 2019 pak vždy bylo dokonce na třetím místě, i když rozdíly mezi letišti na 3. až 5. místě jsou velmi malé (60 až 300 tisíc v jednotlivých letech), a naopak letiště Göteborg Landvetter (které je na druhém místě) přepraví každoročně skoro třikrát více pasažérů. Největší švédské letiště Stockholm-Arlanda pak dokonce více než desetkrát tolik cestujících (viz Tabulka 2).
Navíc z tabulky je vidět, že v uvedeném desetiletí počty cestujících na letišti Stockholm-Bromma rostly i procentuálně výrazně méně než na dvou větších letištích. V roce 2020, v důsledku pandemie covidu-19, se počet cestujících drasticky propadl přibližně na čtvrtinu oproti předchozímu roku (stejně jako na téměř všech ostatních letištích). Na letišti Stockholm-Bromma pak byly od 6. dubna 2020 po určitou dobu zrušeny veškeré lety. V roce 2021 lze na všech letištích opět očekávat výrazně nižší počty cestujících než v letech 2011–2019.
|               | Počty cestujících | Počty cestujících | Počty cestujících | Bazické indexy (2011 = 100) | Bazické indexy (2011 = 100) | Bazické indexy (2011 = 100) |
| Rok           | Arlanda           | Göteborg          | Bromma            | Arlanda                     | Göteborg                    | Bromma                      |
| ------------- | ----------------- | ----------------- | ----------------- | --------------------------- | --------------------------- | --------------------------- |
| 2011          | 19 056 143        | 4 899 973         | 2 181 064         | 100                         | 100                         | 100                         |
| 2012          | 19 688 266        | 4 860 038         | 2 293 500         | 103                         | 99                          | 105                         |
| 2013          | 20 682 948        | 5 005 154         | 2 277 567         | 109                         | 102                         | 104                         |
| 2014          | 22 443 782        | 5 215 928         | 2 379 752         | 118                         | 106                         | 109                         |
| 2015          | 23 156 098        | 6 164 202         | 2 488 779         | 122                         | 126                         | 114                         |
| 2016          | 24 703 171        | 6 376 298         | 2 503 961         | 130                         | 130                         | 115                         |
| 2017          | 26 642 034        | 6 759 689         | 2 532 403         | 140                         | 138                         | 116                         |
| 2018          | 26 846 720        | 6 808 059         | 2 503 382         | 141                         | 139                         | 115                         |
| 2019          | 25 642 703        | 6 671 361         | 2 354 051         | 135                         | 136                         | 108                         |
| 2020          | 6 535 782         | 1 576 787         | 573 229           | 34                          | 32                          | 26                          |
| 2020/2019 [%] | 25,5              | 23,6              | 24,4              | x                           | x                           | x                           |

Zdroj: 

### Nejvytíženější linky
Tabulka 3 uvádí 15 nejčastějších vnitrostátních a mezinárodním linek v roce 2019. Na prvních dvou místech jsou se značným náskokem trasy do třetího a druhého největšího švédského města, tedy do Malmö a Göteborgu. První zahraniční linka (do Bruselu) je na čtvrtém místě.
| Pořadí | Letiště                                | Cestujících | Změna v % (2018/2019) |
| ------ | -------------------------------------- | ----------- | --------------------- |
| 1      | Švédsko, letiště Malmö                 | 465 251     | ▼–7,9                 |
| 2      | Švédsko, Letiště Göteborg Landvetter   | 346 214     | ▼–14,8                |
| 3      | Švédsko, letiště Visby                 | 224 897     | ▼–2,6                 |
| 4      | Belgie, letiště Brusel                 | 207 944     | ▲+28,8                |
| 5      | Švédsko, letiště Ängelholm Helsingborg | 202 968     | ▼–1,7                 |
| 6      | Švédsko, letiště Umeå                  | 169 522     | ▼–20,7                |
| 7      | Finsko, letiště Helsinky-Vantaa        | 136 179     | ▲+4,6                 |
| 8      | Švédsko, letiště Halmstad              | 109 315     | ▼–7,4                 |
| 9      | Švédsko, letiště Åre Östersund         | 92 890      | ▼–22,9                |
| 10     | Švédsko, letiště Ronneby               | 87 877      | ▼–5,8                 |
| 11     | Švédsko, letiště Kalmar                | 83 583      | ▼–5,2                 |
| 12     | Švédsko, letiště Växjö                 | 65 009      | ▼–12,1                |
| 13     | Švédsko, letiště Sundsvall-Timrå       | 58 130      | ▼–12,3                |
| 14     | Švédsko, letiště Kristianstad          | 39 727      | ▲+179,4               |
| 15     | Švédsko, letiště Trollhättan           | 36 982      | ▼–15,5                |

### Cestující podle zemí
Tabulka 4 uvádí počty cestujících z/na letiště Stockholm-Bromma podle jednotlivých zemí. Podíl mezinárodních letů je ale dlouhodobě nízký, výrazně převládají vnitrostátních linky (především na letiště Malmö a Göteborg).
| Pořadí | Země   | Cestující | Změna v % 2019/2018 |
| ------ | ------ | --------- | ------------------- |
| 1      | Belgie | 207 968   | ▲+28,8              |
| 2      | Finsko | 139 194   | ▲+4,6               |
| 3      | Dánsko | 9 945     | ▼–21,6              |